# Salzofenhöhle
Die Salzofenhöhle im Toten Gebirge bei Grundlsee in der Steiermark ist die höchstgelegene, alpine Höhle mit paläolithischen Funden Österreichs. Der Eingang zur Höhle befindet sich am Südwesthang des Salzofens (2070 m) ca. 65 m unterhalb des Gipfels. Im Jahre 2008 betrug die vermessene Gesamtlänge der Höhle 3588 Meter.
Der Namensteil „-ofen-“ ist auf eine alte Bezeichnung für markante Felsen zurückzuführen.

## Geschichte
1924 entdeckten zwei Jäger die ersten Fossilien in der Höhle. In der Folge wurde sie von Schulrat Otto Körber aus Bad Aussee bis 1944 erforscht. 1939, 1948–1953 und 1956–1964 fanden Grabungen unter Kurt Ehrenberg (1896–1979) statt. Neben zahlreichen Tierknochen, vor allem von Höhlenbären und auch Höhlenlöwen, gelang der Nachweis menschlicher Aktivität in der Höhle. Sie diente paläolithischen Menschen als Jagdstation. Es wurden Steinwerkzeuge, auffällig angeordnete Bärenschädel und Holzkohlestücke ergraben, deren Alter mittels Radiokohlenstoffdatierung auf 34.000 (±3.000) Jahre bestimmt wurde. Die C14-Datierung der Pollen-Flora und einer Auswahl an Knochen aus der Kulturschicht ergab ein Alter von 31.200 (±1.100) bis >49.000 Jahren. Ein als Knochenflöte bezeichnetes, einlöchriges Knochenfragment aus der Höhle ist nach heutigem Forschungsstand als Naturprodukt (Knochen mit Bissspur) anzusehen.
Ein Teil der Knochenfunde aus der Salzofenhöhle ist im Kammerhofmuseum in Bad Aussee ausgestellt.
1972 wurde in der Höhle erstmals ein Exemplar des Höhlenlaufkäfers Arctaphaenops nihilumalbi gefunden.

## Karten
- ÖK 50, Blatt 97 (Bad Mitterndorf).
- Alpenvereinskarte Bl. 15/1 (Totes Gebirge – West), 1:25.000; Österreichischer Alpenverein 2014; ISBN 978-3-928777-29-2.